# Crematogaster victima
Crematogaster victima es una especie de hormiga acróbata del género Crematogaster, categorizada en la tribu Crematogastrini, de la subfamilia Myrmicinae. Fue descrita por Smith en 1858.

## Distribución
Se distribuye por América: Argentina, Bolivia, Brasil, Cuba, Panamá, Paraguay, Perú, Uruguay y Venezuela.

## Hábitat
Habita en la vegetación, árboles y bordes de campos cerrados. Se ha encontrado a elevaciones de 60 m s. n. m.